# NGC 5537
NGC 5537 is een spiraalvormig sterrenstelsel in het sterrenbeeld Maagd. Het hemelobject werd op 8 mei 1864 ontdekt door de Duitse astronoom Albert Marth.

## Synoniemen
- MCG 1-36-32
- ZWG 46.82
- IRAS 14151+0717
- PGC 51047